# Blonde (stof)
 For alternative betydninger, se Blonde. (Se også artikler, som begynder med Blonde)
Blonde er en oprindelig fransk betegnelse for kniplinger fremstillet af naturfarvet silke. Navnet henviser til silkens lyse farve (blonde = lys). Efterhånden blev betegnelsen anvendt om kniplinger i alle farver. Nu bruges ordet mest om borter i forskellige fremstillingsteknikker, som efterligner knipling. De er ofte maskinfremstillede, men kan også være strikkede, hæklede, vævede eller gimpede. Materialerne varierer meget, ofte er det kunststof.
| Tøj | Spire Denne artikel om tøj, sko eller lignende er en spire som bør udbygges. Du er velkommen til at hjælpe Wikipedia ved at udvide den. |